# Dycladia xanthobasis
Dycladia xanthobasis är en fjärilsart som beskrevs av George Francis Hampson 1909. Dycladia xanthobasis ingår i släktet Dycladia och familjen björnspinnare. Inga underarter finns listade i Catalogue of Life.